# NCSA HTTPd
NCSA HTTPd — один из первых веб-серверов стандарта HTTP/1.0, получивший широкое распространение в начале 1990-х. Поддержка проекта прекращена в 1996 году как потерявшего актуальность — фактически на смену NCSA HTTPd пришёл Apache 1.0 (1995 год), состоящий из исправленных текстов NCSA HTTPd.
Последняя актуальная версия: 1.5.2a.
Разработан в Национальном центре суперкомпьютерных приложений (NCSA) в 1993 году Rob McCool, основан на коде CERN httpd. В 1995 году перестал обновляться из-за того, что его авторы покинули NCSA.
Версии до 1.4 включительно публиковались как общественное достояние (public domain); версия 1.5 имела copyright Иллинойсского Университета.
Использовался в связке с браузером (клиентом) Mosaic в World Wide Web. В этом сервере был введен интерфейс между http-сервером и скриптами Common Gateway Interface (CGI), который позволил легко создавать динамические веб-сайты, не требуя написания дополнений или изменения кода сервера httpd.
Отличия от Apache:
- Поддерживается Kerberos
- В выводе CGI-программ обрабатываются директивы SSI
- Возможна аутентификация по логинам и паролям NIS